# Трафалгар
Вижте пояснителната страница за други значения на Трафалгар.
Трафалгар (на испански: Cabo Trafalgar; на арабски: رأس الطرف الأغر) е нос в Югозападна Испания, провинция Кадис, недалече от едноименния град Кадис.
Намира се на брега на Атлантическия океан, северозападно от Гибралтарския проток. Името на носа е от арабски произход, със съвременно произношение на изменения израз Тарф ал-Гарб (на арабски: طرف الغرب), означаващ „Западен нос“.
На 21 октомври 1805 г. край носа се състои знаменитата морска битка при Трафалгар, в която британският военноморски флот унищожава обединените испанско-френски сили на Наполеон.